# Partido de Mar Chiquita
Mar Chiquita es uno de los 135 partidos de la provincia argentina de Buenos Aires. Forma parte de la Quinta Sección Electoral de la provincia de Buenos Aires.
Las bases de la economía son el turismo, la agricultura y la ganadería. Su cabecera es la ciudad de Coronel Vidal.

## Historia
Tanto en el período virreinal como en los primeros años de las Provincias Unidas, el territorio no estaba habitado de forma permanente por criollos, quienes mantenían relaciones pacíficas con los pueblos indígenas. Sin embargo, hacia 1820, con la orientación de la economía rural bonaerense hacia la ganadería extensiva, estas relaciones comenzaron a modificarse, debido a la necesidad de expandir la frontera.
El equilibrio existente se vio alterado con la migración mapuche hacia la pampa bonaerense, lo que dio inicio a un periodo de enfrentamientos que se extendió hasta 1833. Entre 1817 y 1836, se establecieron en la región diversos pueblos y fuertes con el objetivo de controlar y consolidar el territorio. Como resultado de este proceso, en 1822 se fundó el partido de Monsalvo, que existió hasta 1839. Este distrito abarcaba los actuales territorios de Maipú, General Madariaga, General Lavalle, General Guido, Mar Chiquita, Balcarce, Lobería, parte de Ayacucho, General Alvarado, General Pueyrredón y Necochea.
A partir de un doble proceso (el aumento de la demanda de productos provenientes de la campaña bonaerense y el avance político-militar sobre la frontera) comenzó un poblamiento gradual del territorio, con la instalación de las primeras estancias. La región se transformó así en una extensa zona de producción ganadera.
Este período de bonanza fue interrumpido en 1839 por la caída de las exportaciones, consecuencia del bloqueo francés, lo que provocó una crisis ganadera que golpeó fuertemente a la región. En ese contexto, un grupo de hacendados unitarios de Dolores, Chascomús y Monsalvo, con el apoyo de algunos jefes militares, se levantaron contra el gobernador de la provincia, Juan Manuel de Rosas. Reprimida la revuelta, el partido de Monsalvo fue subdividido con el objetivo de mantener el control del territorio bajo la órbita rosista. Como parte de esta reorganización, se crearon nuevos partidos controlados por jueces de paz afines al rosismo. El 25 de diciembre de 1839, mediante un decreto, se creó el Partido de Mar Chiquita.

## Localidades del Partido
- Coronel Vidal 6.320 hab.
- General Pirán 2.896 hab.
- La Armonía 105 hab.
- Mar Chiquita 394 hab.
- Mar de Cobo 406 hab.
  - La Baliza 94 hab.
  - La Caleta 63  hab
  - Mar de Cobo 249 hab.
- Santa Clara del Mar 7.713 hab.
  - Atlántida 886 hab.
  - Camet Norte 500 hab.
  - Frente Mar 107 hab.
  - Playa Dorada 235 hab.
  - Santa Clara del Mar 5426 hab.
  - Santa Elena 559 hab.
- Vivoratá 792 hab.

Habitantes correspondientes al censo INDEC 2010

### Parajes
- Calfucurá
- J. M. Cobo
- Nahuel Rucá

## Gobierno

### Intendentes
| Período           | Intendente            | Partido Político |
| ----------------- | --------------------- | ---------------- |
| 1983 - 1987       | Horacio Marcelloni    | UCR              |
| 1987 - 1991       | Horacio Marcelloni    | UCR              |
| 1991 - 1995       | Juan Carlos Prusziani | UCR              |
| 1995 - 1998       | Norberto Hegoburu     | UCeDé            |
| 1998 - 1999       | Mario Llamas          | PJ (PJ+UCeDé)    |
| 1999 - 2000       | Fernando Soler        | UCR              |
| 2000 - 2003       | Alejandro Ruau        | UCR              |
| 2003 - 2007       | Jorge Paredi          | PJ               |
| 2007 - 2011       | Jorge Paredi          | PJ               |
| 2011 - 2015       | Jorge Paredi          | PJ               |
| 2015 - 2019       | Carlos Ronda          | UCR              |
| 2019 - 2023       | Jorge Paredi          | PJ               |
| 2023 - actualidad | Walter Wischnivetzky  | PJ               |

## Población
Según los resultados definitivos del censo de 2022 la población del partido alcanza los 33.110 habitantes.

## Reservadunícola
El límite sur de la Reserva dunícola Faro Querandí está a 2 km del límite norte de la Reserva Municipal Dunas del Atlántico en el partido de Mar Chiquita

## Playa Franka
- El ex balneario nudista Playa Franka fue adjudicado hasta 2020, tras el llamado a licitación por un canon anual de 3.000 USD. La nueva concesión se hace cargo del servicio de guardavidas.

## Reserva de Biósfera Mar Chiquita
Esta reserva natural de características MaB se encuentra centrada en la laguna costera llamada Mar Chiquita que no debe confundirse ni con la gran Mar Chiquita del noreste de la argentina provincia de Córdoba ni con la laguna Mar Chiquita del norte de la misma provincia de Buenos Aires. Por esto en el índice Mab no se la denomina Mar Chiquita sino Mar Chiquito.
Desde el año 2012 la reserva de biosfera se encuentra de nuevo en grave peligro, por los avances de un barrio privado dentro de la misma, cuyo impacto ambiental sería nefasto, según indica un estudio de impacto ambiental realizado por la Universidad Nacional de Mar del Plata.